# Кадзіхара Юмі
Юмі Кадзіхара (яп. 梶原 悠未, нар. 10 квітня 1997) — японська велогонщиця, срібна призерка Олімпійських ігор 2020 року, чемпіонка світу.

## Виступи на Олімпіадах
| Олімпіада  | Дисципліна | Місце |
| ---------- | ---------- | ----- |
| Токіо 2020 | омніум     | 2     |
| Токіо 2020 | медісон    | DNF   |

## Зовнішні посилання
- Юмі Кадзіхара [Архівовано 8 серпня 2021 у Wayback Machine.] на сайті Cycling Archives